# 保定学院

保定学院（英语：Baoding University，缩写：BDU），简称保院，是中华人民共和国的一所全日制本科公办省属普通高等学校，位于河北省保定市莲池区。前身为1904年成立的保定初级师范学堂，1928年随省更名为“河北省立第二师范学校”，1978年改建“保定师范专科学校”，1998年与保定教育学院合并，次年保定师范学校并入。2007年3月20日经教育部批准升格为本科普通高等学校。

## 历史沿革
保定学院承袭保定师范专科学校与保定教育学院两条主要脉络。作为建院前身的保定师范专科学校最早可追溯至1904年11月由教育家严修创办的保定初级师范学堂，此外作为学校演化另一条主要脉络的保定教育学院可追溯至1963年7月的保定专区教师进修学校。1998年7月6日经河北省人民政府批准，保定师范专科学校和保定教育学院合并，仍称保定师范专科学校，成为日后保定学院建院的主体。

### 建校初期（师范简易科时期）
1904年4月，直隶总督袁世凯邀请严修任直隶学校司督办。在赴日考察师范教育和小学教育之后，决定筹设初级师范学堂。
1904年11月，保定初级师范学堂创立，12月10日举行开学典礼。1905年3月，直隶学务处迁往天津，学校由保定西关忠烈祠内原校址迁入学务处旧址办学。
由于师范简易科学习时间较短，学生质量偏低，难以胜任教学工作，毕业生难以安置。直隶提学使司命直隶学务公所召开专门会议，议定“有条件的初级师范学堂继续办好，毕业生无处安置的可以停办，有的则要归并，可由一府或二府合办初级师范完全科。”据此，学校暂停招生。

### 中等师范时期
1908年，清政府学部要求师范简易科设立过多的省份应当立刻停止，“将所有经费合并一府或二府办完全初级师范学堂。”据此，学校于1909年组建为直隶第二初级师范学堂。
1912年9月，中华民国教育部推行“壬子学制”，规定所有初级师范学堂更名为师范学校。第二初级师范学堂改称直隶第二师范学校，隶属于直隶省教育司。
1928年随省更名为河北省立第二师范学校，隶属河北省教育厅。

#### 二师学潮
1931年。九一八事变爆发，占领中国东北地区，并继续向华北进发。国民党内部奉行“攘外必先安内”政策，国民政府对日本不断退让。
九一八事变爆发前后，第二师范抗日救亡活动十分活跃。1928年，第二师范学生侯薪任中共保定市委书记。至1932年春，第二师范成为当时保定地区抗日救亡和革命运动的中心，有“北方‘小苏区’”之称。
1932年5月中旬，省府密令教育厅拟定改组第二师范议案，宣布提前放暑假并开除35名学生，勒令40余名学生退学，校内所有教职员停职，校长张云鹤遭撤换，解散第二师范进行改组。6月，省教育厅委任萧世钦为校长，将学校改组为农村师范。
第二师范学生在中共保属特委领导下开展护校斗争，被开除学生返校组织“护校委员会”，强烈呼吁“反对大批开除学生！反对撤换张校长！”“誓死保卫二师”6月22日，国民党当局派出军警包围第二师范，在数日围困后，在校师生食物耗尽，但仍然坚持斗争。
7月6日，国民党当局调集武装军警入校屠杀学生，贾良图等8名学生当场牺牲，4名学生重伤，50多名学生被捕，前后共有13名学生牺牲，17名学生被逮捕判刑。史称“七·六”护校斗争。此后学校被解散，教职工被辞退，其余未开除未停学的学生发放修业证转学。

##### 学潮后至保定解放前
1932年12月26日，学校重新开学招生。1933年7月，学校更名为河北省立保定师范学校。学校在时任校长萧世钦的“三杆教育”指导下购买大量土地作为农场垦区，增加农业课程，不定期进行军事训练。抗战全面爆发后，学校遭到日军占领。

#### 保定解放至师范改建前
1948年11月22日，保定解放。1949年3月，在原保定各师范学校基础上重新组建冀中区保定师范学校，隶属于冀中行政公署教育处；8月，复名为河北省立保定师范学校，隶属于河北省教育厅。1950年9月依照中央人民政府教育部令去掉校名中的“省立”字样，改名为河北省保定师范学校。1950年11月，被河北省人民政府、河北省教育厅确定为重点学校。学校设施得到完善。
1953年，保定市立师范学校撤销，3个前师班并入学校。
1956年1月改称河北保定师范学校。
1957年，河北幼儿师范学校并入。1961年6月，幼儿师范班分出，另建保定专区幼儿师范学校。1962年9月，保定专区幼儿师范学校停办，师生再次并入。
“文化大革命”时期，学校正常教学秩序收到严重冲击。1969年1月，根据河北省革命委员会《关于省直属企、事业单位下放的通知》，学校下放保定地区革命委员会领导，9月，学校更名为河北省保定地区第一师范学校。1975年，时任中共中央主席毛泽东在接见时任浙江省委第一书记铁瑛时称赞二师“是所好学校”。
1977—1978年，学校以河北师范大学名义增招大专班。1978年9月，学校恢复河北保定师范学校名称，隶属保定地区行政公署教育局。

### 高等师范专科学校时期
1978年，经国务院批准，保定师范学校改建为保定师范专科学校，面向本省招收专科生。原保定师范学校编制保留，另行组建新的保定师范学校，两校均在原址办学，机构独立。1984年3月，学校迁入位于保定市省印路（今瑞祥北大街）的以原河北省滑翔学校旧址为基础改建的新校区办学，原校址于6月1日被保定市人民政府确定为保定市第一批重点文物保护单位。

#### 保定教育学院发展脉络
- 1963年7月，设立保定专区教师进修学校
- 1978年2月，更名为保定地区教师进修学校
- 1979年，与河北大学联合办学，招收高师本、专科函授生
- 1981年2月，更名为保定地区教师进修学院
- 1984年5月，更名为保定地区教育学院
- 1995年2月，因1994年底保定地市合并，更名为保定市教育学院[11]

#### 合并与发展
1998年7月6日，保定师范专科学校和保定市教育学院合并，仍称保定师范专科学校。1999年4月29日，保定师范学校并入。
2000至2005年，保定师范专科学校与河北大学联合招收培养2002至2002届共3届8个专业的864名普通本科生，为升本建院作准备。
2004年11月19日，学校迁入位于保定市七一东路的新校区。
2007年国家高校设置评议委员会通过保定师范专科学校改建保定学院；3月16日，经教育部批准升格为本科层次的普通高校，定名“保定学院”。

### 保定学院时期
2014年5月3日，中共中央总书记习近平给保定学院西部支教毕业生群体代表回信。
2015年2月，被中央文明委授予全国文明单位称号。
2024年，保定学院迎来建校一百二十周年校庆。
2025年3月5日，保定学院文学艺术界联合会成立
2025年8月16日，保定学院西部支教群体被评为“感动中国2024年度人物”

## 院系设置
学院设有15个二级学院，开设55个本科专业、三个专科专业，覆盖文学、理学、工学、教育学、历史学、法学、艺术学、管理学、经济学九个门类。
| 二级学院               | 开设本科专业                                                                           |
| ---------------------- | -------------------------------------------------------------------------------------- |
| 文学院                 | 汉语言文学、秘书学、书法学、汉语国际教育                                               |
| 马克思主义学院         | 思想政治教育                                                                           |
| 经济管理学院           | 知识产权、投资学、人力资源管理、供应链管理                                             |
| 文物与博物馆学院       | 历史学、文物与博物馆学                                                                 |
| 外语教育与国际商务学院 | 英语、日语、商务英语                                                                   |
| 数据科学与软件工程学院 | 数学与应用数学、软件工程、计算机科学与技术                                             |
| 汽车与电子工程学院     | 物理学、汽车服务工程、电信工程与管理                                                   |
| 生物化工与环境工程学院 | 化学（分为师范类、非师范类）、生物科学（分为师范类、非师范类）、科学教育、环境生态工程 |
| 体育学院               | 体育教育、休闲体育、体育经济与管理                                                     |
| 地理与旅游学院         | 地理科学、人文地理与城乡规划、旅游管理与服务教育、会展经济与管理、航空服务艺术与管理   |
| 教师教育学院           | 应用心理学、小学教育、学前教育、特殊教育                                               |
| 信息工程学院           | 教育技术学、物联网工程、网络与新媒体、数字媒体技术、物流工程                           |
| 人工智能学院           | 人工智能、数据科学与大数据技术、机器人工程                                             |
| 音乐舞蹈学院           | 音乐学、舞蹈学、艺术管理、音乐教育                                                     |
| 美术与设计学院         | 美术学、绘画、数字媒体艺术、工艺美术、视觉传达设计                                     |

## 校友
- 师昌绪（中国科学院院士、中国工程院院士、第三世界科学院院士，曾任中国工程院副院长）
- 王鹤寿（曾任中央纪律检查委员会第二书记）
- 铁瑛（曾任中共浙江省委第一书记、浙江省军区第一政委）
- 杨士杰（曾任中共中央组织部副部长）
- 臧伯平（曾任中华人民共和国教育部副部长、天津大学校长、南开大学校长）
- 梁斌（中国作家，曾任河北省作家协会主席，著有长篇小说《红旗谱》）
- 丁浩川（中国现代教育家，曾任东北师范大学副校长、代理校长，中国科学院吉林分院副院长）

## 校园文化

### 校徽
校徽以保定学院前身——直隶第二初级师范学堂的校门为主要元素，以保定学院校园建筑的蓝色为主体色，1904代表保定学院前身“保定初级师范学堂”的创建时间。

316*316px

### 校训

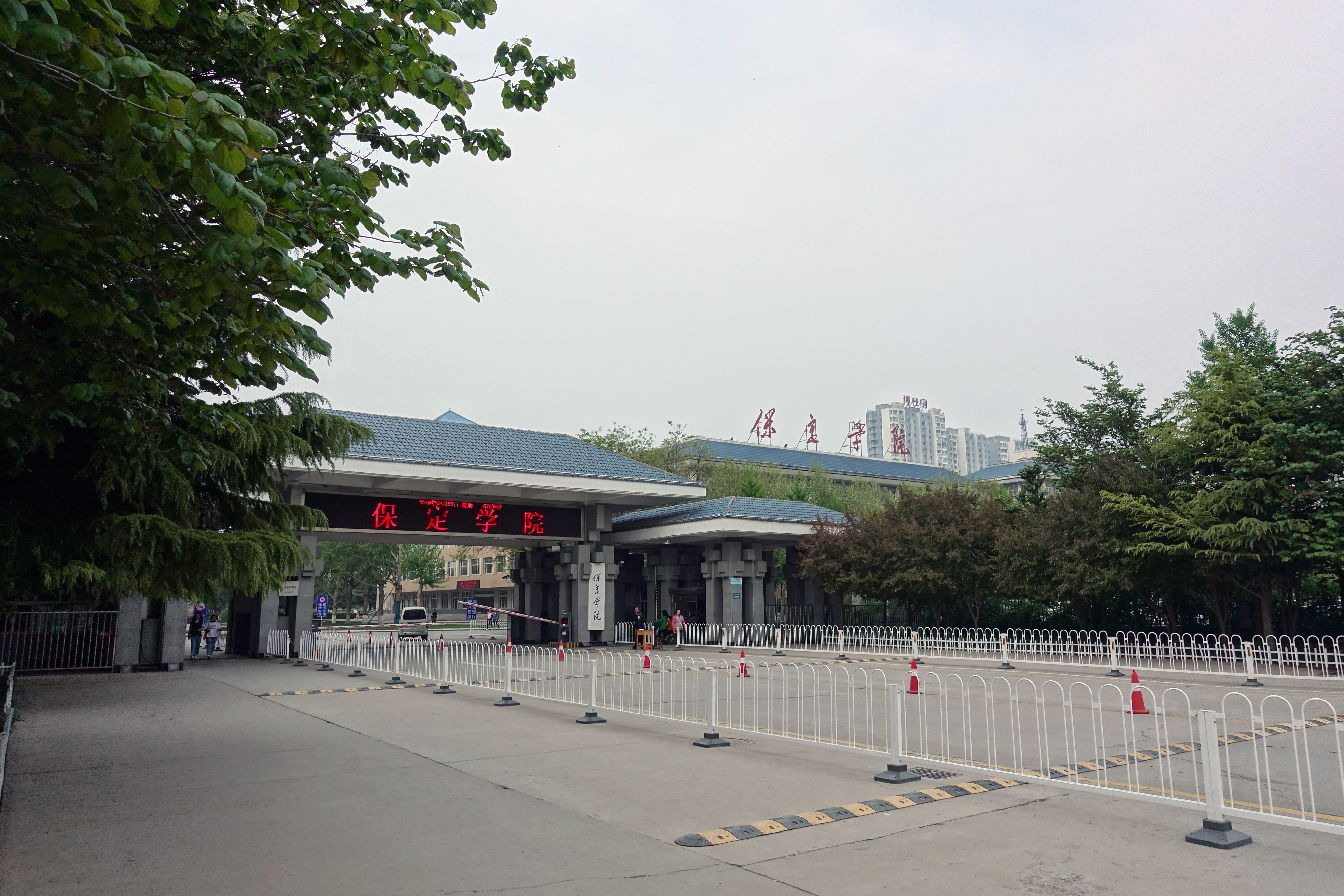
正门

德业兼修、知行并重
- 校风：爱国荣校、敬业乐群
- 教风：敬德明理、躬行化育
- 学风：勤奋求实、创新奉献